# Sydney Ramsden
Sydney Edward Ramsden (* 28. März 1901 in Clifton Hill (Victoria); † 24. März 1975 in Melbourne) war ein australischer Radrennfahrer.

## Sportliche Laufbahn
Ramsden war Straßenradsportler und Teilnehmer der Olympischen Sommerspiele 1924 in Paris. Im olympischen Einzelzeitfahren kam er auf den 36. Rang. Er war der einzige Starter Australiens im Straßenrennen.